# Joseph Höntgesberg
Joseph Höntgesberg, auch: Josef Hoentgesberg, Josef Höntgesberg (* 13. Januar 1922 in Köln; † 23. Januar 2019), war ein deutscher Bildhauer.

## Leben
Joseph Höntgesberg lebte in Köln-Dellbrück und schuf Arbeiten aus Stein und Bronzeguss. 1993 erhielt er den Rheinlandtaler des Landschaftsverbandes Rheinland.
Höntgesberg starb 2019 wenige Tage nach seinem 97. Geburtstag und wurde am 31. Januar 2019 auf dem Kalker Friedhof in Köln-Merheim beigesetzt.

## Werke (Auswahl)

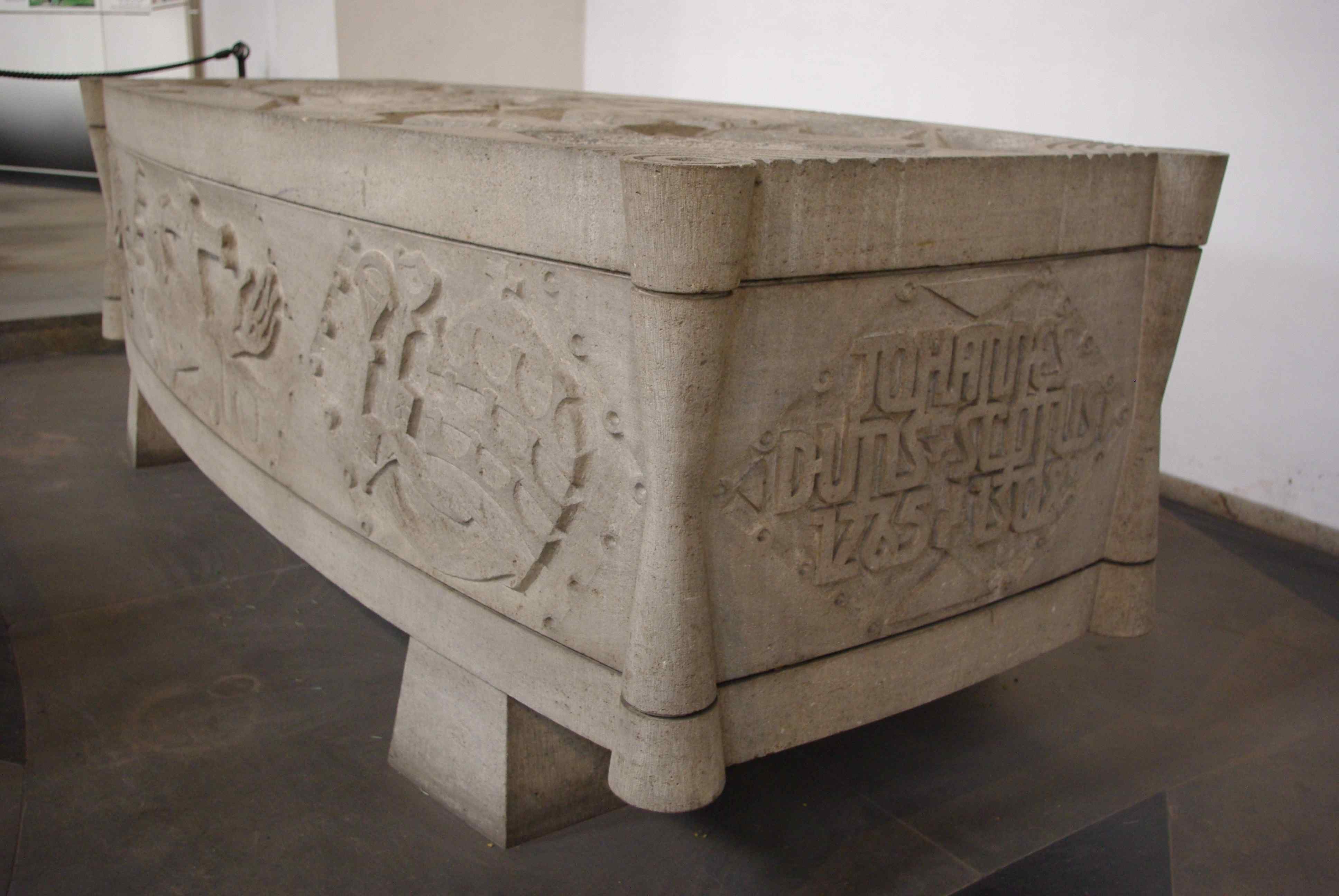
Sarkophag für Duns Scotus

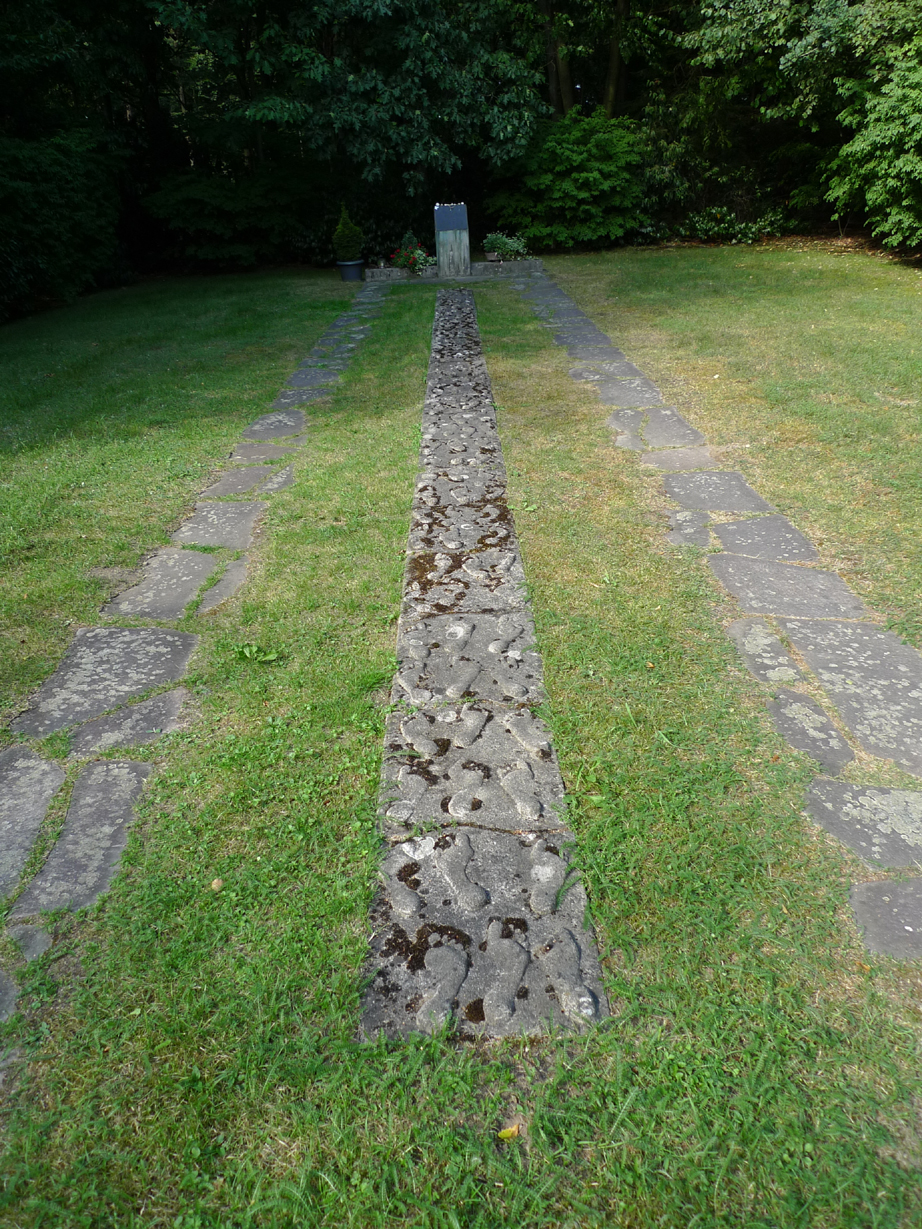
Mahnmal auf dem Ostfriedhof, Köln-Dellbrück (2013)

- 1957: Köln, Minoritenkirche: Sarkophag für Duns Scotus[4]
- 1957: Köln, Minoritenkirche: Sarkophag für Adolph Kolping
- 1958: Duisburg, Liebfrauenkirche: Taufstein (geschaffen für den Pavillon des Vatikans auf der Weltausstellung Expo 58 in Brüssel 1958)[5]
- 1959: Köln-Dellbrück, Mahnmal „Engelssturz “, Otto-Kayser-Straße[6][7][8]
- 1960, um: Köln-Rath, Kreuzweg im Innenhof der Kath. Pfarrkirche Zum Göttlichen Erlöser
- 1962: Troisdorf-Oberlar: Mahnmal "Schmerzhafte Mutter"[9]
- 1964: Bergisch Gladbach-Hand: ev. Heilig-Geist-Kirche: Altar-Kreuz;[10] Kath. Pfarrkirche St. Konrad: Bronzefigur Hl. Bruder Konrad
- 1967: Bottrop, St. Cyriakus, Osterleuchter
- 1970, vor: Grabmal Engelsleben (Triumphkreuz mit Lamm)[11]
- 1993: Köln-Dellbrück, Mahnmal für die Zwangsarbeiter des Lagers auf dem Ostfriedhof[12]
- 2000: Köln-Vingst, Kreuzweg in St. Theodor (Mitarbeit)
- 2000: Köln-Merheim: Flakhelfer-Mahnmal, Hans-Schulten-Straße/Ecke Rather Kirchweg[13]